# Lithocarpus pachylepis
Lithocarpus pachylepis är en bokväxtart som beskrevs av Aimée Antoinette Camus. Lithocarpus pachylepis ingår i släktet Lithocarpus och familjen bokväxter. Inga underarter finns listade.